# Theridion dominica
Theridion dominica är en spindelart som beskrevs av Claude Lévi 1963. Theridion dominica ingår i släktet Theridion och familjen klotspindlar.
Artens utbredningsområde är Dominica. Inga underarter finns listade i Catalogue of Life.